# Crise politique de 2022 en Libye
- Territoire contrôlé par le Gouvernement de stabilité nationale et ses alliés
- Territoire contrôlé par le Gouvernement d'unité nationale et ses alliés
- Territoire contrôlé par les milices locales (Toubous)

Crise libyenne
Batailles
Affrontements de 2022 à Tripoli
La crise politique de 2022 en Libye a débuté le 3 mars 2022, lorsque Fathi Bachagha est investi Premier ministre par la Chambre des représentants face à Abdel Hamid Dbeibah.

## Contexte
La deuxième guerre civile libyenne s'est terminée par un cessez-le-feu le 23 octobre 2020. Le 5 février, le Forum de dialogue politique libyen désigne Mohammed el-Menfi comme Président du Conseil présidentiel, Abdulhamid Dbeibeh comme Premier ministre et Musa al-Koni et Abdallah al-Lafi comme membres du Conseil présidentiel.
Le gouvernement d'unité nationale dirigé par Abdel Hamid Dbeibah entre en fonction le 15 mars 2021 mais fait face à une motion de censure votée par 89 députés sur les 113 présents le 21 septembre 2021 à la suite de la candidature de Dbeibah à la présidentielle prévue en décembre 2021.
Finalement deux jours avant la date prévue, l'élection présidentielle libyenne de 2021 est reportée sine die par la Haute Commission électorale.

## Déroulement

### Février 2022
Le 10 février 2022, la Chambre des représentants élit Fathi Bachagha au poste de Premier ministre. Dbeibeh refuse cependant de quitter le pouvoir, estimant que son mandat court jusqu'en juin 2022 et qu'il ne transférera le pouvoir qu'à un exécutif élu,.
Le pays est donc de nouveau divisé entre deux gouvernements : le Gouvernement d'unité nationale, soutenu par la communauté internationale et le Gouvernement de stabilité nationale, soutenu par la Chambre des représentants et l'Armée nationale libyenne de Khalifa Haftar qui contrôle l'est et une partie du sud du pays.

### Mai 2022
Dans la nuit du 14 au 15 mai, Fathi Bachagha tente une offensive sur Tripoli, la capitale tenue par les forces du Gouvernement d'unité nationale. Cette offensive est un échec et il se replie alors sur Syrte le 17 mai.

### Août-septembre 2022
Le 27 août, les affrontements entre les gouvernements rivaux se sont intensifiés après des tirs des milices affiliées à Bachagha sur un convoi dans la capitale. Les forces de Dbeibah prennent alors d'assaut une base militaire appartenant à un groupe affilié à Bashagha. Au moins 32 personnes ont été tuées et 159 autres ont été blessées.
Du 2 au 3 septembre, des affrontements ont de nouveau lieu dans la périphérie ouest de Tripoli et permettent au Gouvernement d'unité nationale de renforcer ses positions.

### Mai 2023
Le 16 mai 2023, Fathi Bachagha est remplacé par Oussama Hammad à la tête du gouvernement soutenu par la Chambre des représentants. Ses soutiens lui reprochent les lourdes défaites de mai 2022 autour de Tripoli.